# 于禁
于禁（—221年），字文則，泰山鉅平县（今中国山東省泰安市宁阳县磁窑镇）人，东汉末曹魏左将军，五子良將之一。以堅毅穩重著稱，但對待部下嚴厲，杀舊友昌豨以奉公。早年攻呂布、征黄巾、禦張繡、破袁術、拒袁紹，戰功赫赫。淯水之難，唯有于禁能安定局面，讓曹軍重整旗鼓，曹操称赞「將軍在亂討暴，整兵堅壘，有不可動之節，雖古之名將，何以加之！」
在樊城之戰中因遭水災所困，率領七軍向關羽投降。后關羽兵敗麥城，于禁又以俘虜的身份落入東吳手中。歸魏後遭到魏文帝曹丕以壁畫嘲諷投降之事，羞慚怨恨，病發而亡，諡曰厲侯。北宋孔平仲作《于將軍》詩，叹「淯水之師勇冠世，英雄成敗皆偶然。」

## 生平

### 征伐沙場
中平六年（公元189年），四月，少帝劉辯即位，大將軍何進辅政。何進派遣騎都尉鮑信往故鄉泰山招募兵眾，返回時，何進已死，司空董卓專權。鮑信勸司隶校尉袁紹袭击董卓，袁紹畏懼董卓不從其計，於是鮑信引軍回到泰山，招募兵眾二萬人。于禁入伍。
初平三年（192年），四月，鮑信等请东郡太守曹操領兗州牧，曹操迎击黄巾军，鲍信战死，于禁與其黨羽被任命為都伯，隸屬將軍王朗。冬，黄巾军降，曹操编其精锐为青州兵。王朗认为于禁有大將軍之才，推薦給曹操。曹操召見于禁與他談話，任命于禁為军司馬。
初平四年（193年），秋，曹操攻打陶谦，于禁攻破廣戚，迁為陷陣都尉。
興平元年（194年），夏，兗州之戰爆发，于禁率軍攻破兗州牧呂布二營於濮陽城南，又擊破呂布部將高雅於須昌。二年（195年），于禁从曹操攻破壽張、定陶和離狐，又从曹操圍攻張超於雍丘。
建安元年（196年），二月，于禁随曹操征讨黃巾何仪、劉辟、黃邵、何曼等人，屯兵於版梁。黄巾军夜袭曹操的营寨，于禁率領部下军迎擊，斩杀劉辟、黃邵等人，并盡降其眾，遷平虜校尉。

### 整兵堅壘
建安二年（197年），正月，于禁隨司空曹操攻打建忠将军張繡，張繡投降，又反。曹操军败，还至舞陰。是时非常混亂，唯獨于禁能約束部下，且戰且退。撤退后，于禁發現青州兵在劫掠，大怒，又去追討青州兵，青州兵便到曹操处自訴。于禁到舞陰，先安营扎寨。有人勸于禁先向曹操報備，于禁說：「現在敵军在後，不做准备，如何抗敵？」於是于禁先築好了濠溝后，才向曹操解釋。曹操称赞于禁，封其為益壽亭侯。九月，于禁隨曹操攻打袁術，斬殺袁術軍將领橋蕤、李豐、梁綱、樂就四人於苦。
三年（198年），三月，于禁隨曹操围張繡於穰。九月，隨擒呂布於下邳。四年（199年），四月，于禁與史渙、徐晃、曹仁、樂進等杀張楊舊部眭固於射犬。

### 防守延津
建安四年（199年），八月，曹操與大將軍袁紹对峙，留于禁守延津以拒袁紹。五年（200年），正月，曹操東征劉備。于禁抵御袁绍的进攻，又與樂進等領步騎五千擊袁紹別營，降袁紹將領何茂、王摩等二十餘人。曹操还，使于禁屯原武縣。于禁擊破袁紹別營於杜氏津，遷裨將軍。于禁后隨曹操據守官渡，與袁紹以土山相對。袁紹令士兵向曹操營地放箭，死傷甚多，士兵懼怕。于禁督守土山，力戰激勵士氣。後袁紹敗，于禁遷偏將軍。

### 兵敗博望
建安七年（202年），于禁与河南尹夏侯惇南拒劉備，被刘备的伏兵击破，为裨將軍李典所救。十年（205年），曹操上表漢獻帝，称赞于禁、樂進、張遼三人，拜于禁為虎威將軍。

### 含淚殺友
建安十一年（206年），昌豨反叛，于禁與臧霸攻之，不克，曹操再派夏侯淵助陣。昌豨與于禁是舊交，向其投降。諸將皆以為昌豨已降，當讓曹操處置，于禁說：“你們不知道曹公的命令嗎！在大軍包圍後才投降的人，不能赦免他的罪。遵行和執行法令，是事奉君上的氣節。昌豨雖然是我的舊朋友，但我豈可以因此而失節！”隕涕將昌豨斬殺。曹操聽說後嘆曰：“昌豨不向我投降，而投奔于禁，是命運啊！”后于禁屯潁陰，与乐进、张辽等将不和，曹操命趙儼參三軍軍事，和睦诸将。趙儼督于禁等參與了赤壁之戰。。

### 運送糧秣
建安十四年（209年），陳蘭、梅成在灊縣、六縣反，曹操派遣于禁、臧霸等討伐梅成，張遼督張郃、牛蓋等討伐陳蘭。梅成降，于禁班師，梅成乘隙率眾會合陳蘭，转入灊山中的天柱山。張遼軍糧不足，于禁負責補充，張遼得以斩陳蘭。戰後于禁增加食邑200戶，加上之前的有1200戶之數。曹操出征时，常以于禁为軍鋒；还军时，又以于禁殿后。于禁所得的敌军財物，皆不私取。但是以法御下，不得众心。曹操曾憎惡朱靈，遣于禁率數十騎兵，帶着敕令，前往朱靈的營中奪其兵權。朱靈及其部下憚于于禁，不敢擅動，成為于禁的麾下部將。于禁遷左將軍，假節鉞，分邑五百戶，封一子列侯。

### 率軍投降
建安廿四年（219年），前将军關羽攻曹仁于樊城。七月，曹操遣于禁前去救援。八月，于禁驻扎在邓城，時逢連日大雨，以致漢水暴漲，于禁所督七軍皆全沒。于禁登高坡望水，沒有可以回避的地方，關羽乘船攻打于禁等人，于禁与護軍浩周、軍司馬東里袞等向關羽投降，唯獨龐德不降而被關羽處斬。曹操闻讯，哀叹良久。于禁等三万人被關押在荊州江陵，關羽托以軍粮短缺，取湘關米。
闰月，孫權袭击關羽，南郡太守麋芳降。孫權將于禁釋放，請與于禁見面。孫權乘馬外出，引領于禁同行，虞翻呵責于禁說：「你這種降虜，竟敢與我的主公並馬以行嗎！？」欲鞭打于禁，被孫權呵止。後孫權在樓船會羣臣共飲，于禁聞樂聲流涕，虞翻又說：「你想以虛情假意來求得脫身嗎？」孫權悵然不平。

### 憔悴憂憤
黃初二年（221年）八月，孫權遣于禁回魏。虞翻進諫說：「于禁敗了國家數萬軍士，身為俘虜，又不能死。魏國軍政練達，于禁之一人，無足輕重，見于禁之還將必疑而疏之。還之對我方雖無損失，有如放過一個盜賊，不如斬了于禁以明令於三軍，彰顯忠義讓為臣者不應有二心。」孫權不聽。群臣送于禁，虞翻對于禁說：「閣下不要以為東吳沒有人材，只是我的謀略沒被採用罷了。」于禁雖為虞翻所厭惡，但他還是盛歎虞翻。因为于禁很久没有回去，孙权也没有送质子，魏文帝曹丕问黃門侍郎司马孚，司马孚说对东吴应该怀柔，不应该责备，天下大势不会因为于禁而改变，于禁没到应该是另有原因。后来于禁回魏，果然是因为得病而耽搁，被曹丕召见。當時于禁的鬚髮皆白，消瘦憔悴，曹丕對于禁表示安慰，任命他為安遠將軍，又賜他赤紱和遠遊冠。曹丕讓于禁先拜謁曹操陵墓後才去遣使孫權，于禁到高陵，見到曹丕預先命人畫好的關羽戰克、龐德憤怒、自己乞降之狀的壁畫，羞憤病逝，諡號厲侯。厲为恶谥，刘宋史学家裴松之认为恰当。兒子于圭嗣爵益壽亭侯。北宋史学家司马光认为曹丕所作不是一個君主應當的行為。

## 評價
- 郝经：「张辽、徐晃诸将壮猛有谋，亦关张之亚匹；然失身於操，终为勇而无义。」[72]
- 王歆：「世无百战百胜将军，禁逢霖雨，败于关某，不为耻也。然虽比类荀林父、孟明视，虽败而国家不替，然未闻其腆颜降敌也。使二子降楚归晋，吾恐不得死所也。禁为国家宿将，以威慑众，能治乱伍，亦当时之杰，惜乎为德不终。既为羽禽，复为吴得，送诣文帝，如此辗转，禁未羞死，独登高陵而突然惭恚发病乎？文帝所为亦过矣，非帝王之行，亦非君子之行，然大有为王仲宣作驴鸣之味，是名士行，真大快事也。」

## 藝術形象

### 三國演義
于禁在《演義》中，是弓馬兼備的將軍，大體與史實無差。除了多出奉曹操之命成功追殺刘琮母子，以及在樊城之戰中，被刻畫成怕被邀功的奸臣將領。
- 于禁曾先後與五虎將的張飛和馬超單挑，但都不到十回而敗。
  - 〈第十一回 劉皇叔北海救孔融 呂溫侯濮陽破曹操〉-劉備救援陶謙的時候，于禁大吼一声“何处狂徒，往那里去”後與張飛单挑，两马相交，战到数合。劉備掣双股剑麾兵大进，于禁不敵而敗走。
  - 〈第五十八回 馬孟起興兵雪恨 曹阿瞞割鬚棄袍〉-在潼關之戰中與馬超單挑，打到八九回就被馬超打敗。

- 〈第四十五回 三江口曹操折兵　群英會蔣幹中計〉-赤壁之战中，曹操中了周瑜的離間計，斬殺水军都督蔡瑁、张允，後來命于禁和毛玠二人为赤壁之戰的水军都督。

- 樊城之戰的最後被關羽水淹七軍，于禁乞降，以襯托龐德不降被斬的氣節。及後到〈第七十九回　兄逼弟曹植賦詩　姪陷叔劉封伏法〉，于禁回國後，被曹丕以壁畫諷刺，不堪羞憤而病死。

羅貫中有詩曰：三十年來說舊交，可憐臨難不忠曹。知人未向心中識，畫虎今從骨裏描。
李贽称：「于禁最识大体，只为国家争胜负，不为一身辨曲直，真良将也。」   

### 影视形象
- 1994年电视剧《三国演义》：薛勇、毕力格、齐克建饰演于禁
- 1999年电视剧《曹操》：蔡明饰演于禁
- 2004年电视剧《武圣关公》：张鸿斌饰演于禁
- 2010年电视剧《三国》：吴克刚饰演于禁
- 2013年电视剧《曹操》：吴壕饰演于禁

### 動漫遊戲
- 真三國無雙系列/無雙OROCHI系列（光榮公司開發，宮內敦士配音）
- 三國演義
- 《蒼天航路》（王欣太）
- 《火鳳燎原》（陳某）設定於曹操 「奉孝殺戮」時登場。
- 镇魂街

## 延伸阅读
[在维基数据编辑]
 《三國志/卷17》，出自陳壽《三國志》
 在维基共享资源阅览影像